# NGC 4033
NGC 4033 é uma galáxia elíptica (E6) localizada na direcção da constelação de Corvus. Possui uma declinação de -17° 50' 36" e uma ascensão recta de 12 horas, 00 minutos e 34,7 segundos.
A galáxia NGC 4033 foi descoberta em 31 de Dezembro de 1785 por William Herschel.